# Триметр
Триме́тр (др.-греч. τρίμετρον, лат. trimetrus), ямбический триметр — стихотворный размер в античной поэзии, один из важнейших размеров квантитативной метрики.
Изобретателем его считался Архилох, у которого ямбический триметр использовался в речитативно-говорных лирических стихотворениях. Из лирики ямбический триметр перешёл в трагедию и комедию, где использовался в основном в диалогах. У латинян триметр появился в III в. до н. э., с первыми переводами греческих комедий и трагедий.
Ямбический триметр строится как три диподии, три сдвоенные ямбические стопы. В каждой диподии первый ямб (U—) может заменяться спондеем (— —), а второй не может. И наоборот, долгие слоги могли заменяться (во всех стопах кроме шестой) двумя краткими (вместо ямба — трибрахий, UUU):
{\displaystyle F{\breve {a}}m{\bar {e}}~c{\breve {o}}{\bar {a}}c|t{\breve {a}}~v{\bar {u}}lp{\breve {e}}s~{\bar {a}}lt(a)|~{\breve {i}}n~v{\bar {i}}n{\breve {e}}{\bar {a}}...}

Под лозами| лиса, терза|ясь голодом… (Федр)
В комедиях (Плавта, Теренция) и в баснях (Федра) обнаруживается много отступлений от этой нормы. В каждой из пяти стоп (а не только в нечётных) может быть спондей, а из спондея может быть образован дактиль или анапест. По этой причине многие стихи, написанные ямбическим триметром (как, впрочем, и другие разновидности ямбов), не только неравносложные, но и не строго метрические (М. Л. Гаспаров говорит, например, о «расшатанном стихе комедии»):

Aesópus áu|ctor quám matéri|am répperít,
Hanc égo polí|vi vérsibús| senáriís.

Эзоп для басен подобрал предмет, а я
Отполировал стихами шестистопными— Федр (оригинал и перевод М.Л.Гаспарова)
В отношении шестистопных ямбов, в которых правило нечётных стоп нерегламентировано (не ощущается диподии), предпочтительно говорить не о триметре, а о сенарии.